# موج خودران

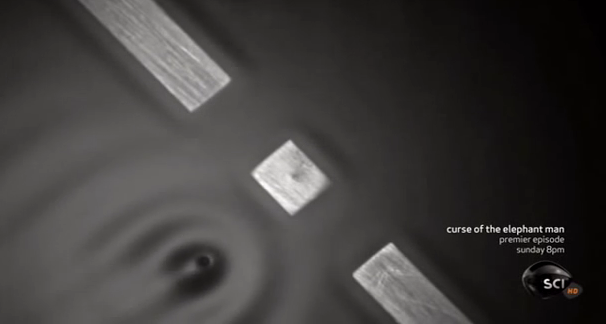
آزمایش کودر "تحقق" موج خودران.

در فیزیک نظری نظریه موج خودران (pilot wave theory) اولین نمونه شناخته شده از یک نظریه متغیر پنهان بود که توسط لویی دوبروی در سال ۱۹۲۷ ارائه شد. در نسخه مدرن تر، نظریه دوبروی–بوهم تلاش زیادی برای تفسیر مکانیک کوانتومی به عنوان یک نظریه جبر گرا نمی‌نماید تا درگیر موارد دردسر زایی نظیر دوگانگی موج-ذره، فروریزش آنی تابع موج و پارادوکس گربه شرودینگر نشود. همچنین این نظریه که با عنوان مکانیک بوهمی نیز شناخته می شود به جبر گرا بودن رفتار ذرات زیر اتمی اشاره دارد  که با تفسیر کپنهاگی از مکانیک کوانتوم که طرفداران زیادی دارد در تضاد است.
نظریه موج خودران دوبروی–بوهم به اندازه سایر تفسیرهای مکانیک کوانتومی معتبر است. این نظریه از همان پایه های ریاضیات سایر تفسیرهای مکانیک کوانتومی استفاده می کند، در نتیجه شواهد تجربی این نظریه را به اندازه سایر تفاسیر تایید می نمایند.

## نظریه موج خودران

### اصول
نظریه موج خودران یک نظریه متغیر پنهان است. در نتیجه:
- این نظریه بر مبنای رئالیسم است (به این معنی که مفاهیم آن مستقل از وجود ناظر می باشند).
- این نظریه جبر گرا می باشد (به این معنی که عامل نامشخص و مبتنی بر شانس در آن دخیل نیست و با دانستن تمامی حقایق روند آینده قابل پیش بینی دقیق می باشد).

موقعیت و تکانه ذرات به عنوان متغیرهای پنهان در نظر گرفته می شوند. اما ناظر نه تنها مقدار دقیق این متغیرهای پنهان را نمی‌داند، بلکه مهمتر از آن قادر به اندازه گیری دقیق آنها نیست زیرا هرنوع اندازه گیری مقدار این متغیرهای پنهان رو تغییر می دهد.
مجموعه ای از ذرات دارای یک موج ماده ای مرتبط می باشند که بر اساس معادله شرودینگر رفتار می کند. هر یک از ذرات دارای مسیری قطعی هستند که توسط تابع موج تعیین می گردد. مجموع چگالی ذرات مطابق با اندازه تابع موج است. تابع موج لزوماً تحت تاثیر ذره قرار نمی‌گیرد و می‌تواند به صورت یک تابع تهی موج نیز وجود داشته باشد.
این نظریه با استفاده از «غیر محلی»  بودن که به طور ضمنی در فرمول بندی غیر نسبیتی مکانیک کوانتومی وجود دارد هماهنگ با نظریه بل عمل می کند. به طرز شگفت انگیزی این اثرات غیر محلی با نظریه عدم ارتباط٬ که نافی ارسال اطلاعات با سرعتی بیش از سرعت نور است و به طور تجربی با نسبیت سازگار می باشد هماهنگ است.

### عواقب
نظریه موج خودران نشان می دهد که امکان وجود نظریه ای مبتنی بر متغیرهای پنهان حقیقی و جبر گرا که قادر به تولید و تفسیر مشاهدات تجربی مکانیک کوانتوم باشند وجود دارد.  